# إزناق
الإزناق أو الزِناق هو قلادة فضية تتكون من سلسلة ذقن ترتديها النساء الفلسطينيات تقليديًا، تتدلى من غطاء الرأس وتتزين بها النساء.

## الاستخدام

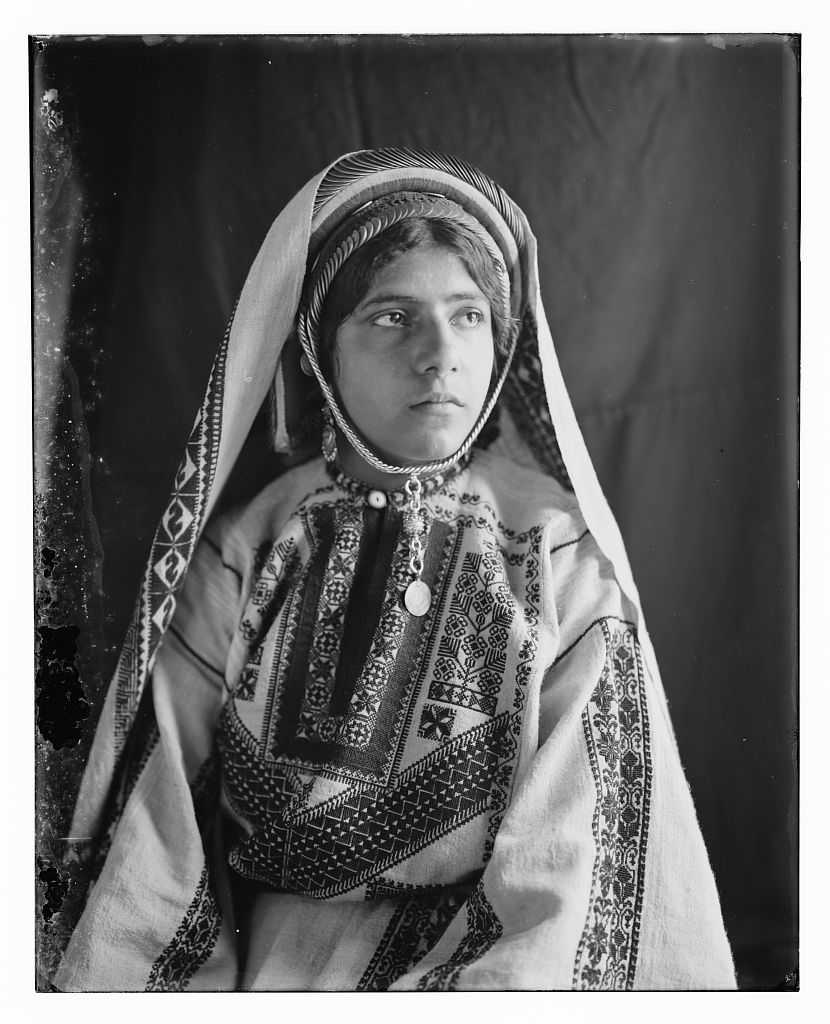
سيدة فلسطينية من رام الله مزينة باللباس التقليدي

تستخدم للزينة وهي مصنوعة من سلاسل وخطافات فضية مزينة بعملات من العهد العثماني.
يمكن أن تشمل بعضها الزخارف الزهرية أو النجمية والرسوم الأخرى.

## الانتشار

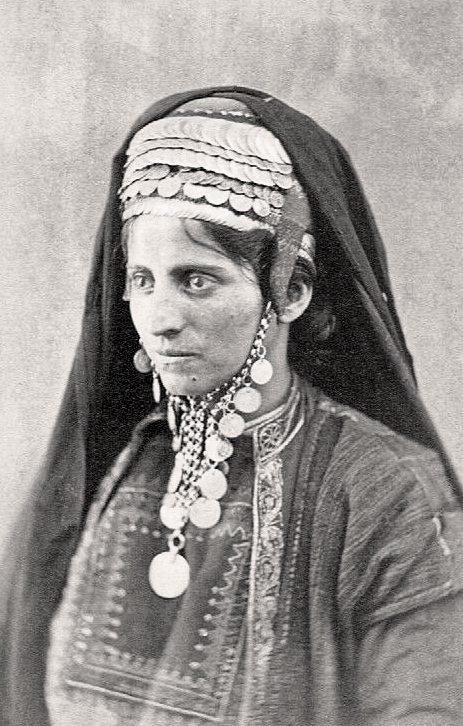
سيدة فلسطينية من بيت لحم عام 1870

كان من الشائع أن يزين نساء القرى والأرياف الفلسطينية أنفسهم بإزناق متواضعة تتميز بسلاسل مفردة أو مزدوجة، وفي منطقة بيت لحم والقرى المحيطة تضمن الإزناق عدة سلاسل وزخارف معقدة أخرى.